# Saeed Murjan
Saeed Murjan (en árabe: سعيد مرجان; nacido el 10 de febrero de 1990 en Irbid, Jordania) es un futbolista profesional y seleccionado internacional jordano, que juega como centrocampista. Actualmente, se encuentra en las filas del Ma'an SC, equipo de la Liga Premier de Jordania.
Comenzó su carrera en el fútbol jordano y se destacó rápidamente por su habilidad técnica, visión de juego y capacidad para recuperar balones en el medio campo. A lo largo de su carrera, ha sido reconocido por su consistencia y su capacidad para contribuir tanto en defensa como en ataque. Además de su trayectoria en clubes, ha sido convocado para integrar la selección nacional de Jordania, representando a su país en competiciones internacionales.
Su estilo de juego y su desempeño en la liga local le han valido un lugar importante en el fútbol jordano, siendo considerado uno de los futbolistas más destacados de su generación.
- Datos: Q7398238
- Multimedia: Saeed Murjan / Q7398238